# كلارا بيل وليامز
كلارا بيل وليامز (بالإنجليزية: Clara Belle Williams)‏ هي مُدرسة أمريكية، ولدت في أكتوبر 1885 في Plum, Texas ‏ في الولايات المتحدة، وتوفيت في 3 يوليو 1994.